# Taxodiomyia taxodii
Taxodiomyia taxodii är en tvåvingeart som först beskrevs av Ephraim Porter Felt 1911.  Taxodiomyia taxodii ingår i släktet Taxodiomyia och familjen gallmyggor.
Artens utbredningsområde är Florida. Inga underarter finns listade i Catalogue of Life.